# Wegzeichen

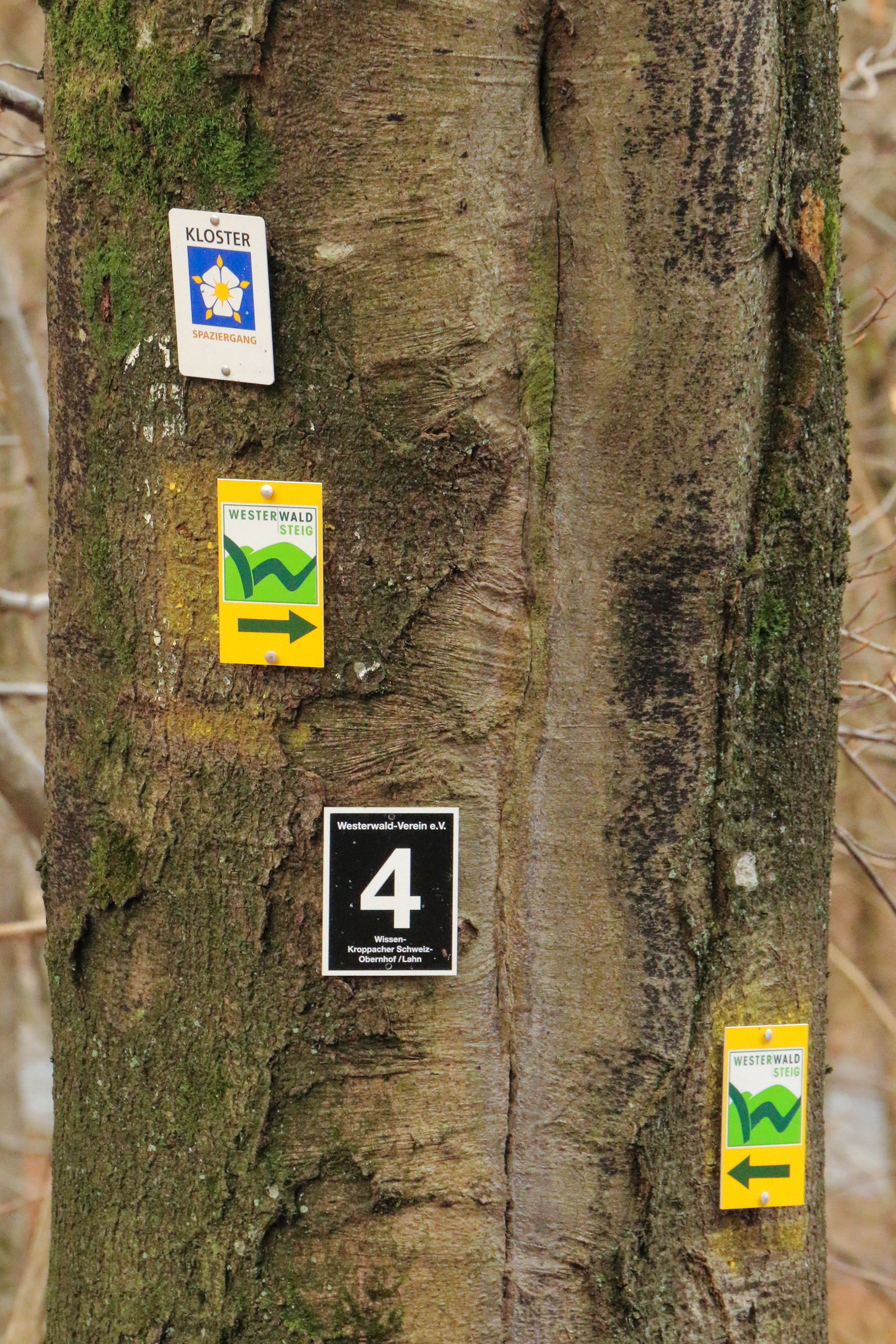
Verschiedene Wegzeichen im Westerwald

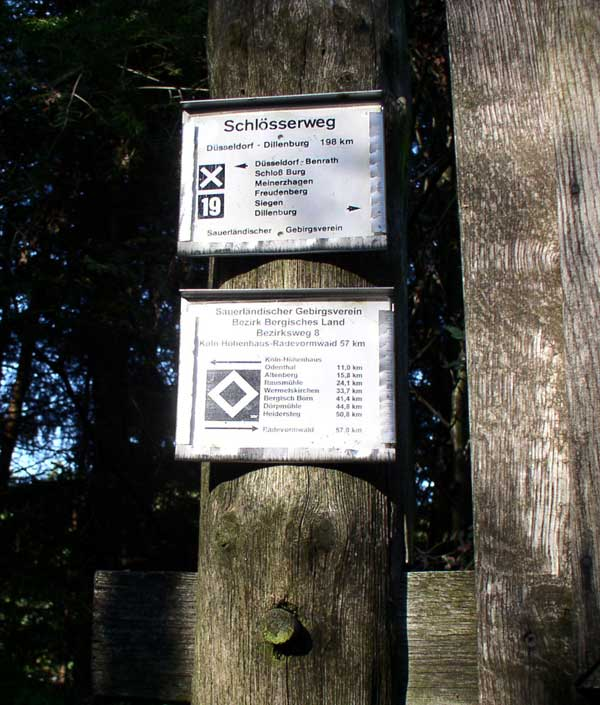
Beispiele für Wegzeichen

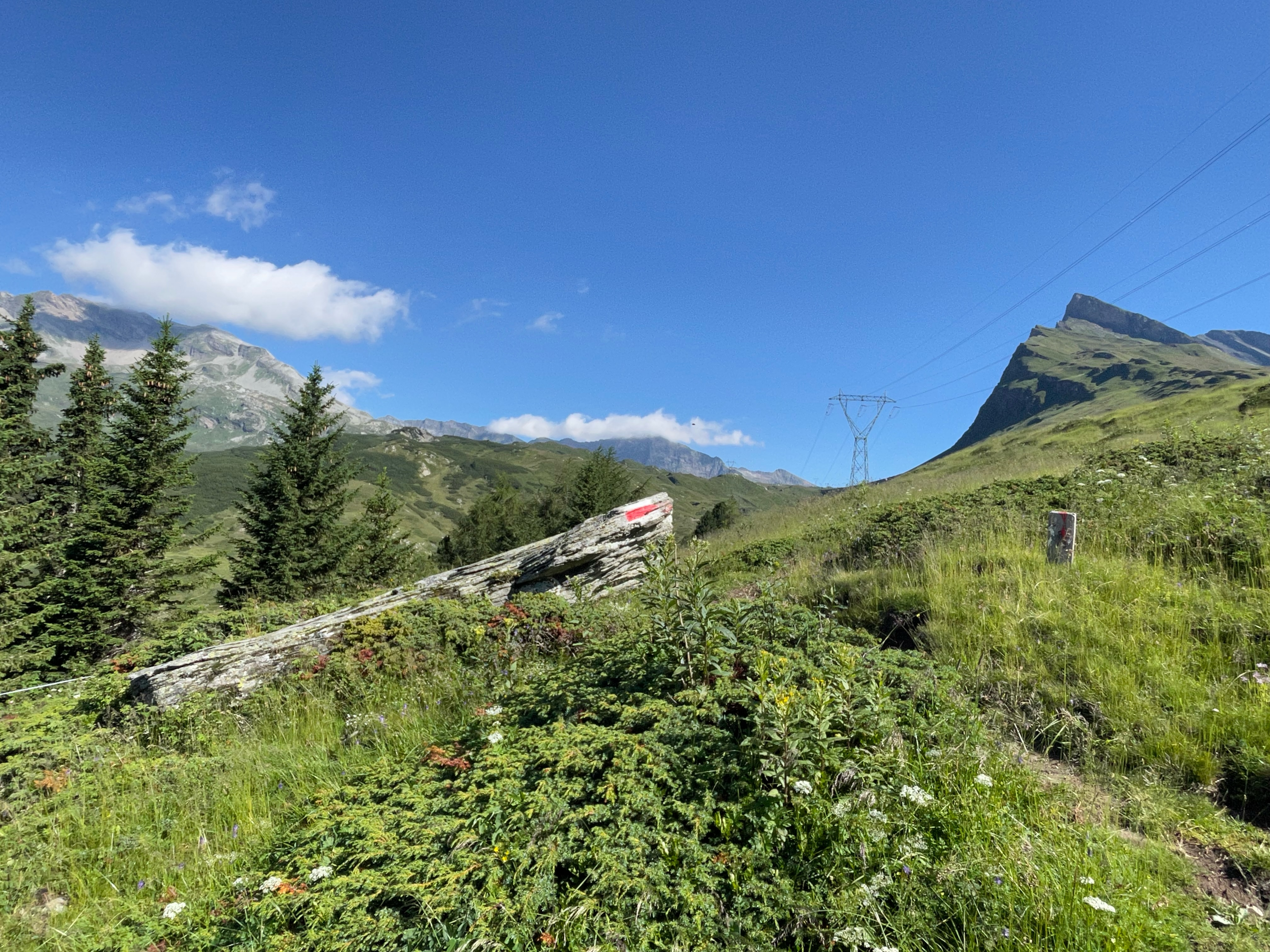
Markierung eines Bergwanderweges oberhalb San Bernardino in der Schweiz

Als Wegzeichen, auch Wegmarkierung, Wanderzeichen oder Wanderwegmarkierung, wird ein in der Landschaft aufgetragenes (farbiges) Symbol bezeichnet, welches den Verlauf eines Wanderwegs in der Natur kennzeichnet. Sie soll Touristen und Wanderern zeigen, dass der benutzte Weg von einem Verein oder einer Gebietskörperschaft betreut wird und zu einem klar definierten Ziel führt.
Mit Wegzeichen können auch Waldläuferzeichen gemeint sein.

## Zweck
Wegzeichen besitzen eine Lotsenfunktion und sollen auch ortsfremden Wanderern den weiteren Verlauf eines Wanderwegs aufzeigen. Dazu sind die Zeichen in Sichtabstand oft an Bäumen mit Farbe aufgetragen oder in Form von Klebeschildern an Laternenpfählen oder anderen glatten Oberflächen aufgeklebt. Diese Symbole finden sich ebenfalls auf Wanderkartenwerken wieder. Erklärt werden die Wegzeichen oft durch Informations- und Übersichtstafeln an Ausgangs- oder Einstiegspunkten. Ergänzt werden die Wegzeichen an Abzweigen häufig mit Richtungspfeilen und mit Zählziffern, um gleichartige Wege voneinander zu unterscheiden.
Die Markierung und Ausschilderung von Wegen und Steigen im Gebirge erfolgt meist durch Wegewarte regionaler Heimat-, Fremdenverkehrs- oder alpine Vereine. Wege von überregionaler Bedeutung (z. B. Pilger- oder Weitwanderwege) werden in Kooperation mehrerer Institutionen betreut. Die Wegzeichen sollten regelmäßig aufgefrischt werden, da sie durch die Waldbewirtschaftung, durch Umwelteinflüsse und Vandalismus im Laufe der Jahre verschwinden oder verblassen.
Seltener werden Wegzeichen von Kommunen oder örtlichen Geschichts- oder Heimatvereinen angebracht. Diese markieren in der Regel kulturhistorische, industriegeschichtliche oder sonstige Themenwanderwege und unterliegen einer eigenen Symbolik und Gestaltung.
Oft sind die Markierungen in gewissen Abständen mit Wegweisern kombiniert – naturgemäß vor allem bei Wegkreuzungen. Ein Problem ist das Verschwinden von Markierungen durch das Fällen von Bäumen oder den Bau von Forststraßen. Auf nicht markierten Wegen erleichtern zuweilen Steinmännchen und Trittspuren die Orientierung.

## Symbolik

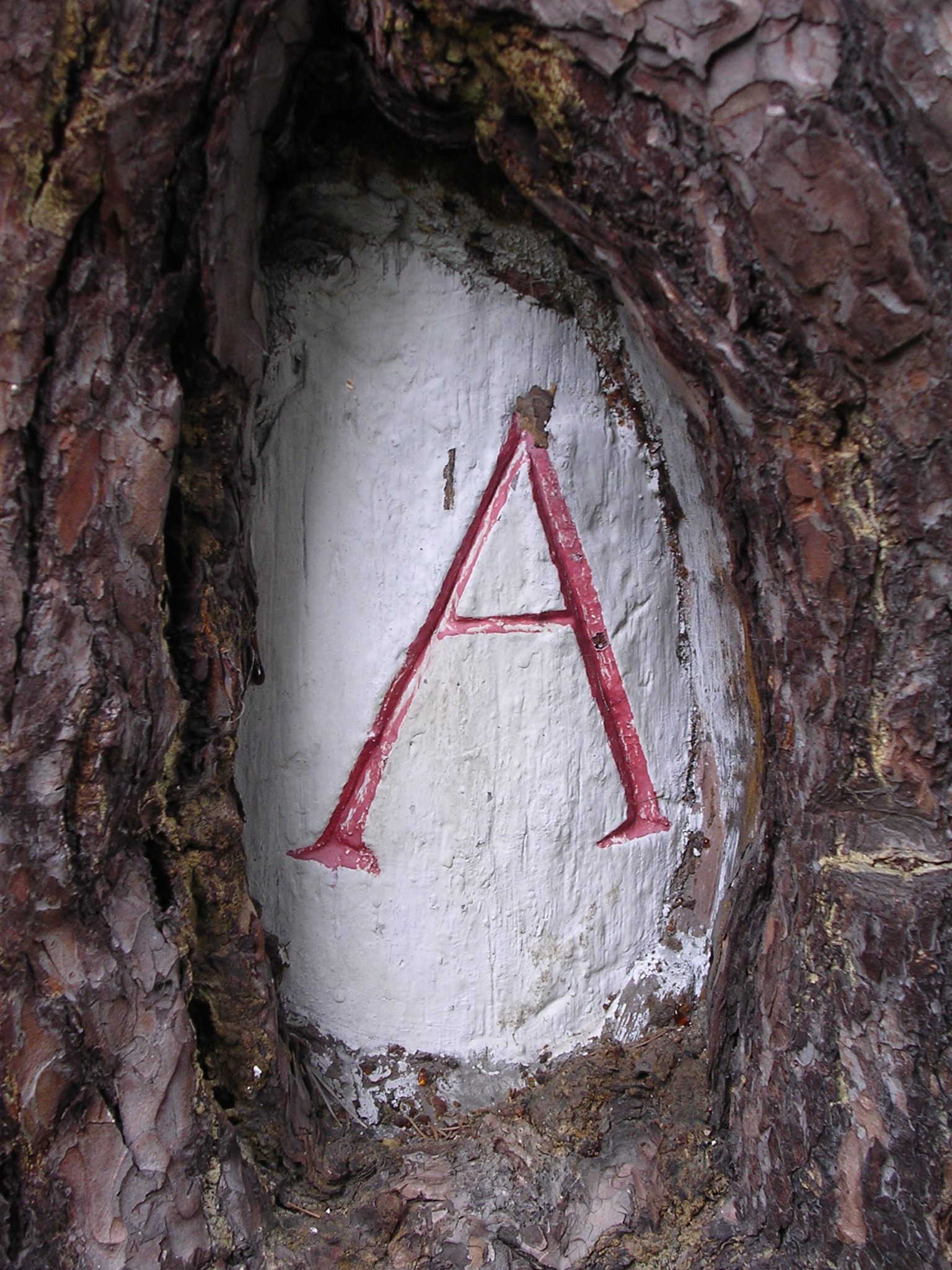
Wegzeichen A in der Dresdner Heide

Die Art des Symbols und auch die Farbgebung liegt in der Hand des jeweiligen Wandervereins, der die Wanderwege ausgearbeitet und markiert hat. In vielen Regionen wurde eine regelrechte Systematik für diese Zeichen entwickelt, so dass auch ortsfremde Besucher anhand der Zeichengebung auf die Art und Länge des Wanderwegs schließen können.
- Deutschlandweit wird häufig ein weißes Andreaskreuz für überregionale Hauptwanderstrecken verwendet. Diese Strecken können mehrere hundert Kilometer lang sein.
- Von Wanderparkplätzen ausgehende, sogenannte Autofahrerrundwanderwege sind häufig mit einem A mit hinzugefügter Ziffer, dem Zählzeichen, gekennzeichnet, bsp. A1. Bei diesen handelt es sind meist um kurze, in der Regel drei bis sieben Kilometer, selten über 20 Kilometer lange, örtliche Rundwanderwege, die wieder zum Ausgangspunkt zurückführen.
- In einzelnen Regionen wie dem Schwarzwald ist das gesamte Wegenetz mit einem einheitlichen Wegzeichen versehen. An Kreuzungspunkten informieren Wegweiser über das jeweils nächste Etappenziel. Hier kann man einen einzelnen Weg aber nicht anhand des Zeichens identifizieren.
- In  Schweden, besonders in den nördlichen Regionen und im Fjäll wird als allgemeines Wegzeichen ein waagerecht liegendes Andreaskreuz in roter Farbe verwendet.

## Qualitätsmerkmale

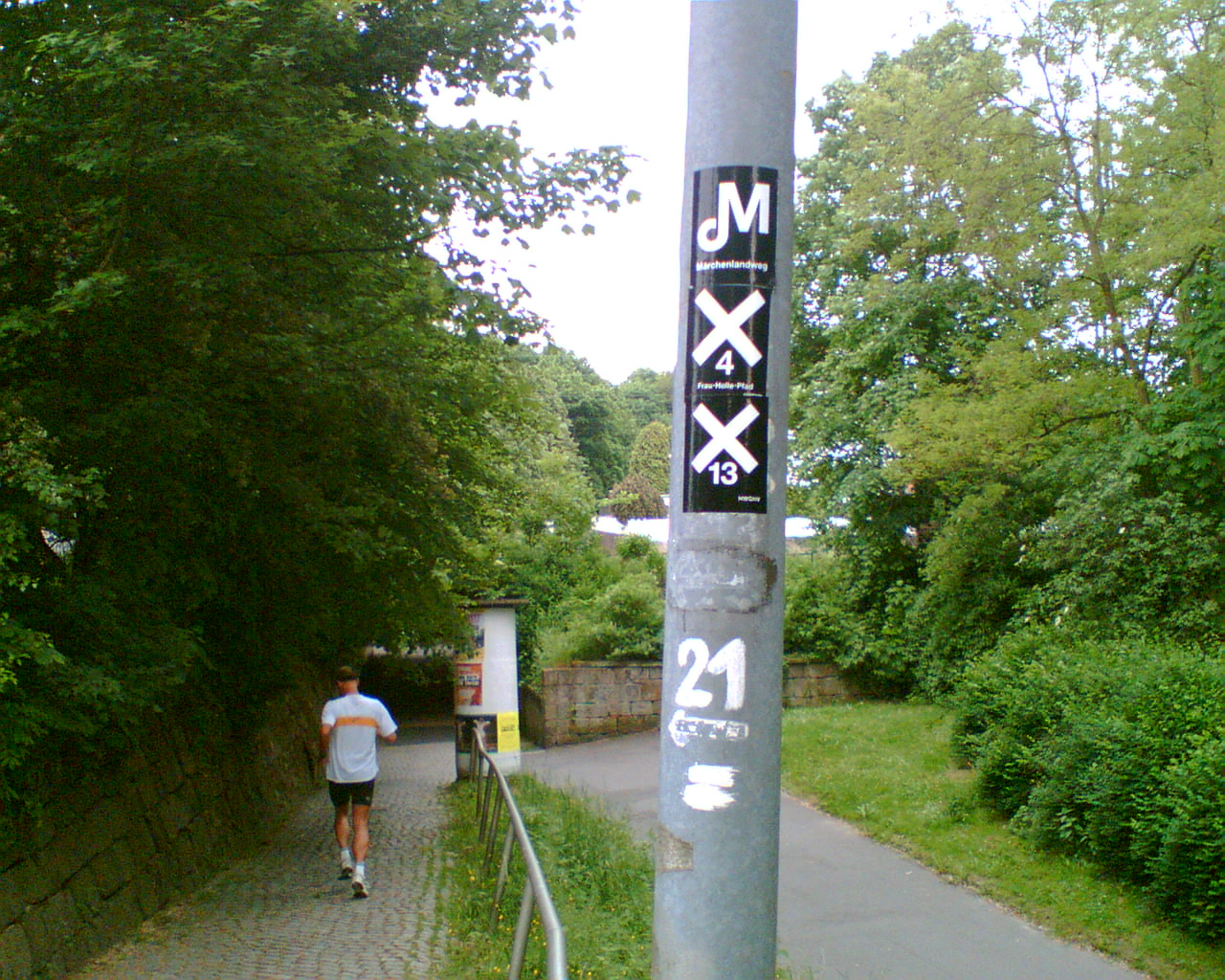
Wegzeichen als Klebeschilder am Laternenpfahl

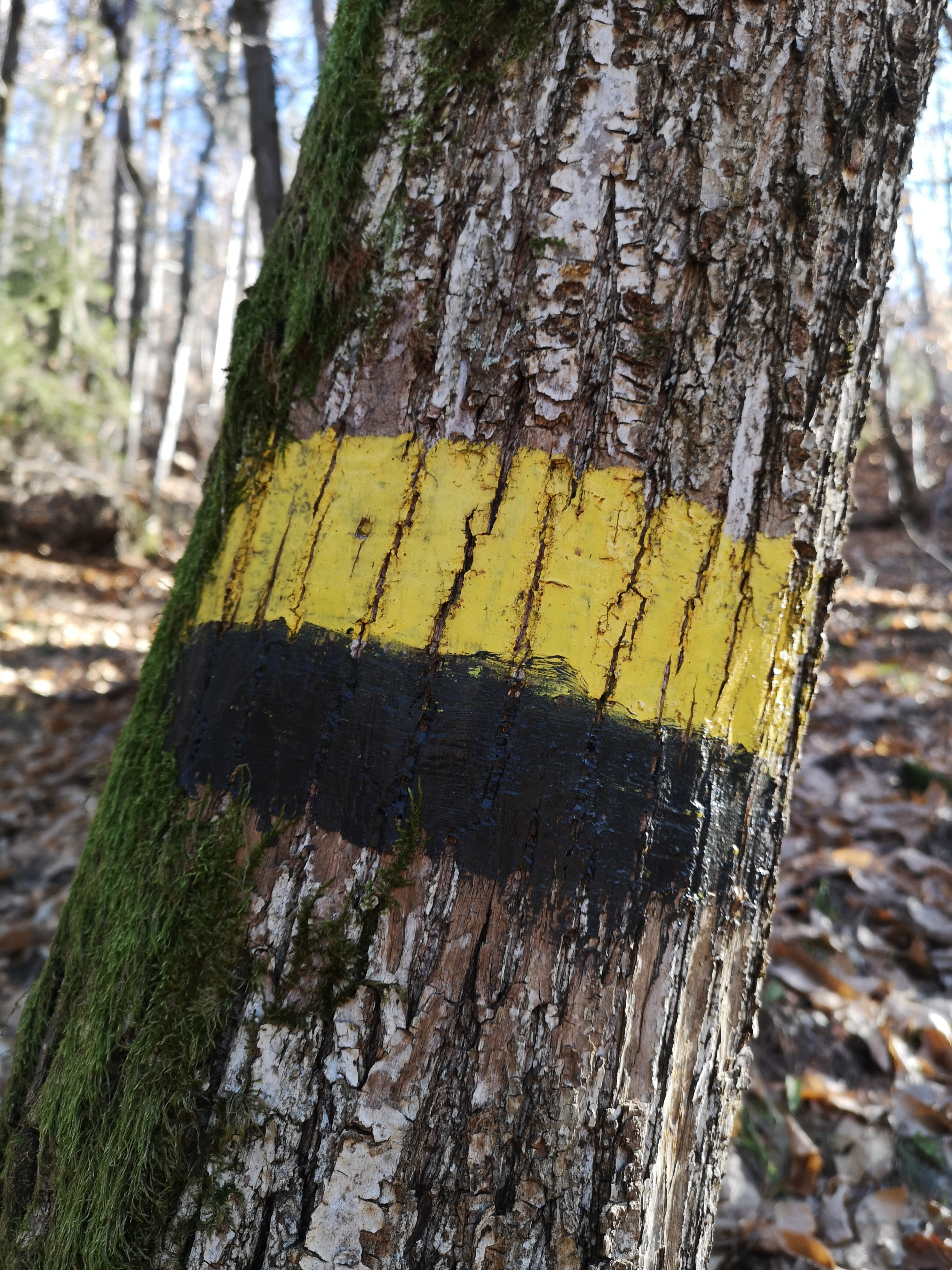
Wegzeichen an einem Baumstamm in Südtirol

Da die Wegzeichen in erster Linie Ortsfremde lotsen sollen, sind gewisse qualitative Anforderungen für die Anbringung der Wegzeichen zu erfüllen:
- Umweltverträgliche und einheitliche Anbringung mit Farbe im natürlichen Landschaftsraum und mittels Klebeschildern im Siedlungsraum.
- Regelmäßige Auffrischung.
- Das jeweils nächste Zeichen sollte in Sichtrichtung und -entfernung sein; insbesondere bei abknickender Wegführung als Bestätigungszeichen.
- Auf unauffällige Abzweige sollte schon im Vorfeld durch eine Vorankündigung (zum Beispiel abknickenden Pfeil, Ausrufezeichen) aufmerksam gemacht werden.
- Je nach Gelände und Wegart ist auf hinreichenden Abstand der Markierungen zu achten; an Pfaden innerhalb dichter Vegetation häufiger, auf langen Überlandstrecken seltener.
- Richtungspfeile dürfen keinen Spielraum zur Interpretation offen lassen.
- Die Veränderung der Vegetation sollte berücksichtigt werden. Im Winter angebrachte Wegzeichen können im Sommer durch Blätter verdeckt sein.

## Schweiz

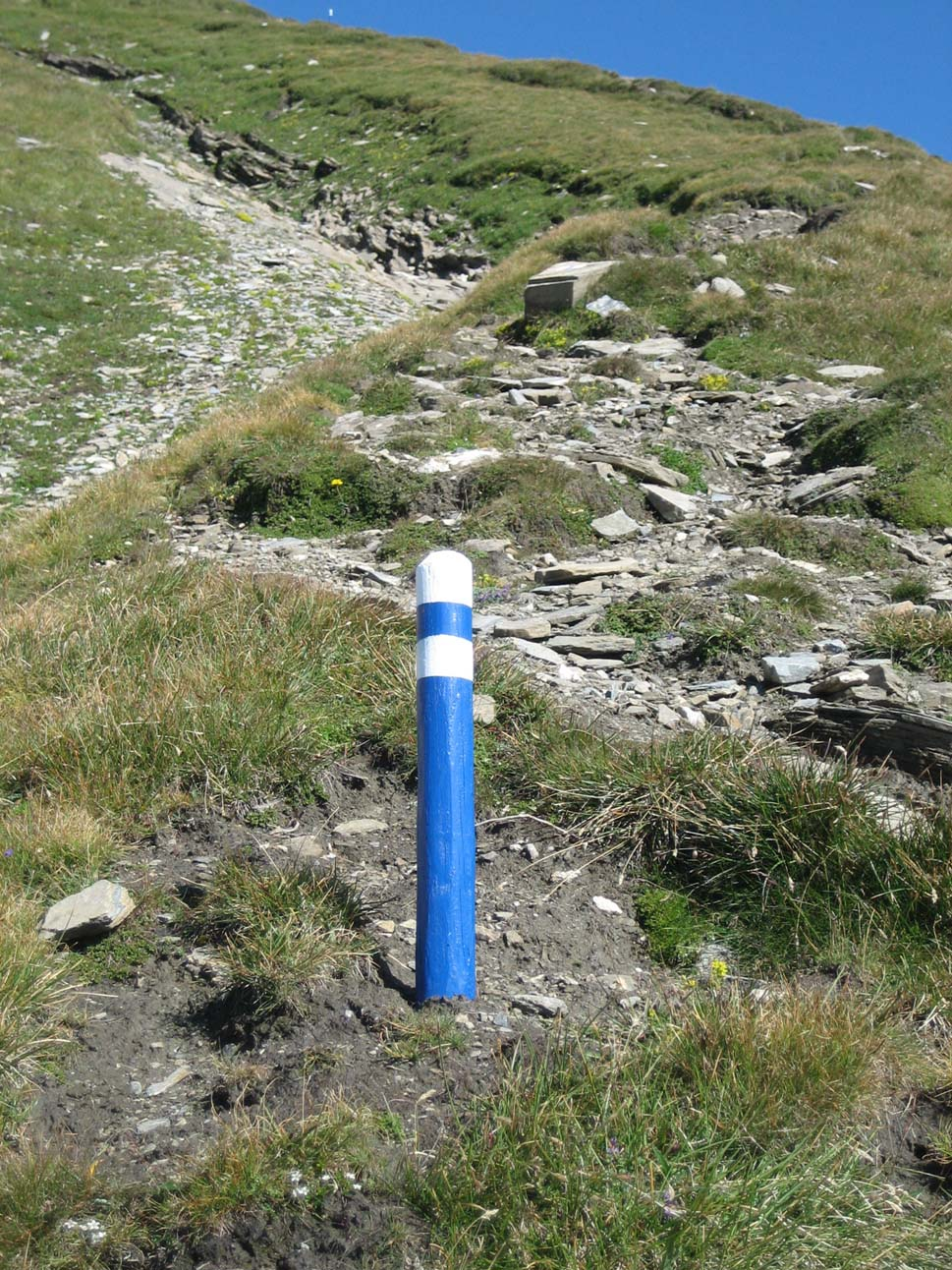
Markierung Alpiner Wanderweg am Piz Uccello in der Schweiz

In der Schweiz sind die Markierungen nach den Richtlinien der Schweizer Wanderwege (SAW) grundsätzlich gelb (normale Wanderwege), braun (Themenwanderwege), weiss-rot-weiss (Bergwege), weiss-blau-weiss (Alpine Route) oder gelb-rot (Jurahöhenweg).
Die Bergwege sind in rot-weiss gehalten, damit sie auch von ferne und in der Dämmerung gut sichtbar sind.
Im Hügelland und Wald sind die Wegmarkierungen auf größere Bäume aufgemalt, im Gebirge auch auf Steine oder eigens eingeschlagene Pfähle, Skimarkierungen etc.

## Österreich
Das Österreichische System ist (mit Ausnahme Vorarlbergs) historisch von der Klassifizierung der Skipisten abgeleitet. Die Angabe der Schwierigkeit erfolgt als Punkt auf dem Wegweiser: Blau steht für leicht, Rot für mittelschwierig, Schwarz für schwierig. Darüber hinaus können Ziele, zu denen kein gewarteter Weg führt mit dem Symbol Alpine Route! angegeben werden. In Tirol kann der blaue Punkt auf Wegweisern entfallen; Da die Grundfarbe der Tafeln gelb ist umgeht man somit einen Widerspruch mit dem System der westlichen Nachbarn (Vorarlberg, Schweiz). Das System wird von keiner staatlichen Stelle erzwungen, es einzuhalten bildet aber die Grundlage dafür, dass staatlich gestützte Gütesiegel verliehen werden können.

## DDR

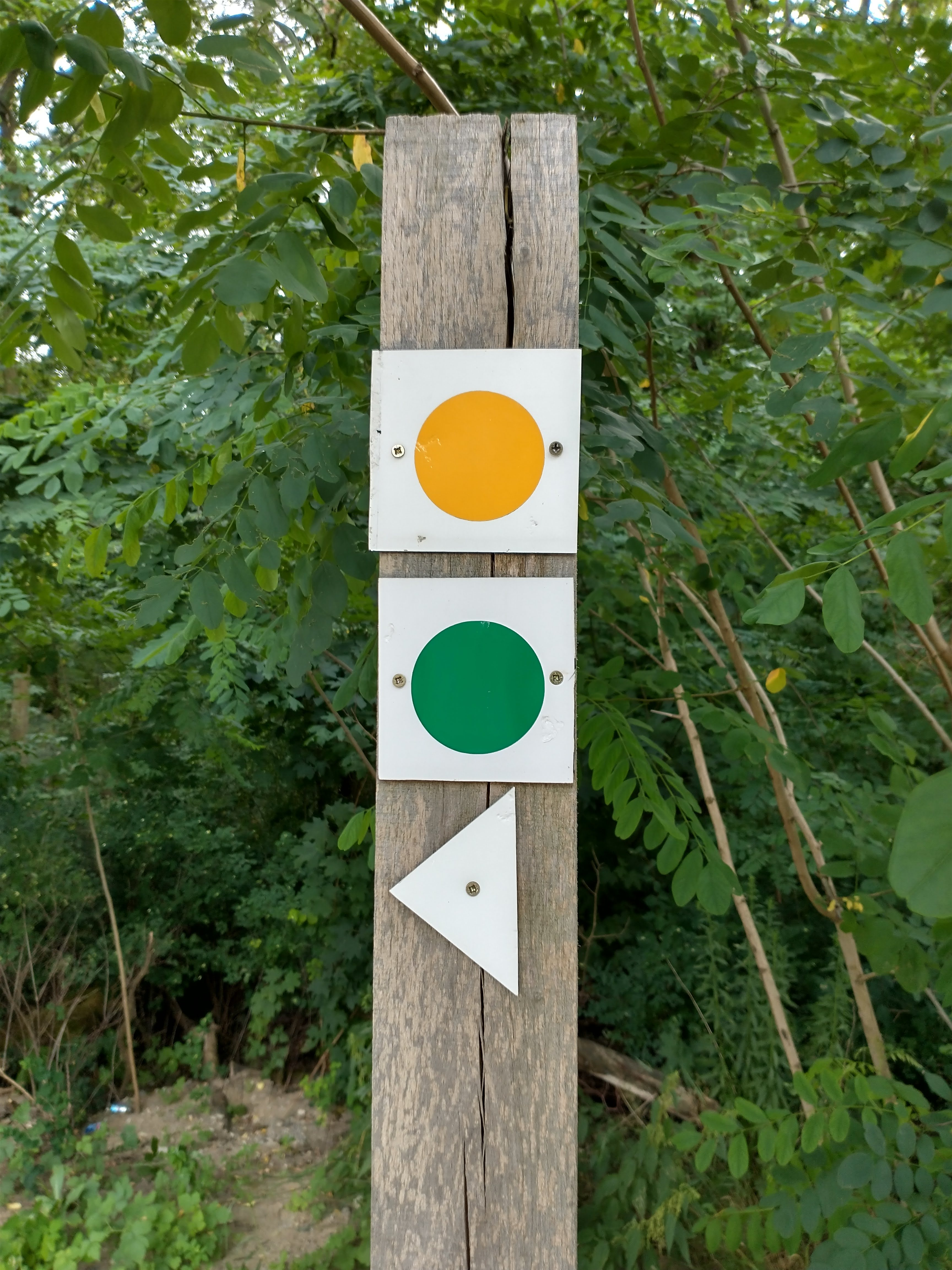
Wanderwegemarkierung in Brandenburg

In der DDR war die Markierung der Wanderwege durch die „Anordnung über die Markierung der Wanderwege in der DDR“ standardisiert. Nach dieser waren die Markierungen auf reinweißem, 100 × 100 mm großen Untergrund aufzubringen. Ein Balken oder Kreis (für Rundwege) in den Farben blau, rot, gelb oder grün markierte die Wege als Haupt- (blau), Gebiets- (rot) oder Nebenwanderweg (gelb oder grün).

## Deutschland
Seit den 1930er Jahren bedarf das Markieren von Wanderwegen in Deutschland einer Genehmigung. Diese Regelung geht auf ein Reichsgesetz aus dem Jahre 1934 zurück, mit dem das wilde Markieren eingedämmt werden sollte. Heute ist das Markieren von Wanderwegen im Landesrecht der Bundesländer geregelt. Entsprechende Regelungen finden sich je nach Bundesland in den Landeslandschafts-, Landesnaturschutz- oder Landeswaldgesetzen.
Ergänzend gelten in den einzelnen Bundesländern Gestaltungsrichtlinien für die Wanderwegemarkierungen. Für Nordrhein-Westfalen wurde beispielsweise eine Verordnung zur Durchführung des Landschaftsgesetzes (DVO-LG) erlassen, die unter anderem in § 20 regelt, wie die zur Kennzeichnung von Wanderwegen zu verwendenden Markierungszeichen auszusehen haben.
Die Richtlinie zur Markierung von Wanderwegen im Land Mecklenburg-Vorpommern nimmt direkten Bezug auf die DDR-Anordnung und wendet deren Systematik bis heute an, ebenso die Richtlinie zur Markierung von Wanderwegen im Land Brandenburg vom 5. November 1997. Auch in Thüringen und Sachsen findet das DDR-Markierungsschema noch in abgewandelter Form Anwendung.